# (3909) Gladys
(3909) Gladys ist ein Hauptgürtelasteroid, der am 15. Mai 1988 vom US-amerikanischen Amateurastronomen Kenneth Zeigler an der Anderson Mesa Station (IAU-Code 688) des Lowell-Observatoriums in Arizona entdeckt wurde.
Der Himmelskörper wurde nach Gladys Marie Zeigler, der Mutter des Entdeckers, benannt.
Der Asteroid gehört zur Eunomia-Familie, einer nach (15) Eunomia benannten Gruppe, zu der vermutlich fünf Prozent der Asteroiden des Hauptgürtels gehören.